# Teetlum (buurtschap)
Teetlum (Fries: Teatlum) is een voormalige buurtschap in de gemeente Waadhoeke, in de Nederlandse provincie Friesland. De nederzetting lag tussen Wommels en Tzum ter hoogte van de huidige  Wommelserweg. De Nieuwe Encyclopedie van Fryslân duidde Teetlum als een van de buurtschappen van Tzum.

## Geschiedenis
Teetlum is ontstaan op een terp, die met name in noordelijke deel werd weggegraven en geëgaliseerd. Bij een booronderzoek in 1995 werden er terplagen van een halve meter dik gevonden. Ook werden er diepere sporen aangetroffen.
De vorm van de terp is anno 2024 nog zichtbaar in het veld. De terp behoort tot een cluster van terpen op de kwelderwal op en ten noorden van de lijn Achlum-Spannum die dateren uit het midden van de IJzertijd.
In het eerste deel van de twintigste eeuw verdween de duiding van Teetlum van de kadasterkaart. De plaatsnaam zou verwijzen naar de woonplaats van de persoon Têtila.

## Molens
Bij Teetlum stond in de 19e eeuw een molen, Polder 27. Deze molen was een spinnenkopmolen en dateert van voor 1823 en verdween na 1850. 100 meter verderop stond de molen Polder 28, ook een spinnenkopmolen die gebruikt werd als watermolen. Deze molen dateert van voor 1832 en verbrandde in 1914 geheel of gedeeltelijk. De molen werd opnieuw opgebouwd als molen Fatum. De spinnenkopmolen is een rijksmonument.
Ten zuidwesten van de plaats staat de poldermolen het Duivenhok, of Teatlum. De molen is een spinnenkopmolen uit circa 1800 en is een rijksmonument.

## Teetlum in fictie
Een aantal romans van H.G. Cannegieter spelen zich af in Teetlum, zoals De volontair, Vier schoten voor een vrouw, Mijn varkens en mijn zoon en de Gokma-State.
Steden, dorpen en gehuchten: Achlum · Baijum · Beetgum · Beetgumermolen · Berlikum · Blessum · Boer · Boksum · Deinum · Dongjum · Dronrijp · Engelum · Firdgum · Franeker · Herbaijum · Hitzum · Klooster-Lidlum · Marssum · Menaldum · Minnertsga · Nij Altoenae · Oosterbierum · Oudebildtzijl · Peins · Pietersbierum · Ried · Ritsumazijl · Schalsum · Schingen · Sexbierum · Sint Annaparochie · Sint Jacobiparochie · Slappeterp · Spannum · Tzum · Tzummarum · Vrouwenparochie · Welsrijp · Westhoek · Wier · Winsum · Zweins

Buurtschappen: Arkens · Bonkwerd · Dijkshoek · Doijum · Fatum · Hatsum · Hemmemabuurt · Het Hooghout · Kie · Kiesterzijl · Kingmatille · Klooster Anjum · Koehool · Laakwerd · Lutjelollum · Miedum · Nieuwebildtzijl · Oosterend · Oosthoek · Rewerd (deels) · Roptazijl (deels) · Salverd · Schildum · Sopsum · Stad Niks · Tolsum · Tritzum · Tjeppenboer · Vrouwbuurtstermolen (deels) ·  Weakens · Westerend · Zwarte Haan

Voormalige buurtschappen: Barrum · De Kampen · De Poelen · De Vlaren · Dijksterhuizen · Franjumerburen · Holprijp · Koum · Langwerd · Teetlum · Memerd · War 

Friesland: Steden en dorpen      Nederland: Provincies · Gemeenten